# Ivana Sert

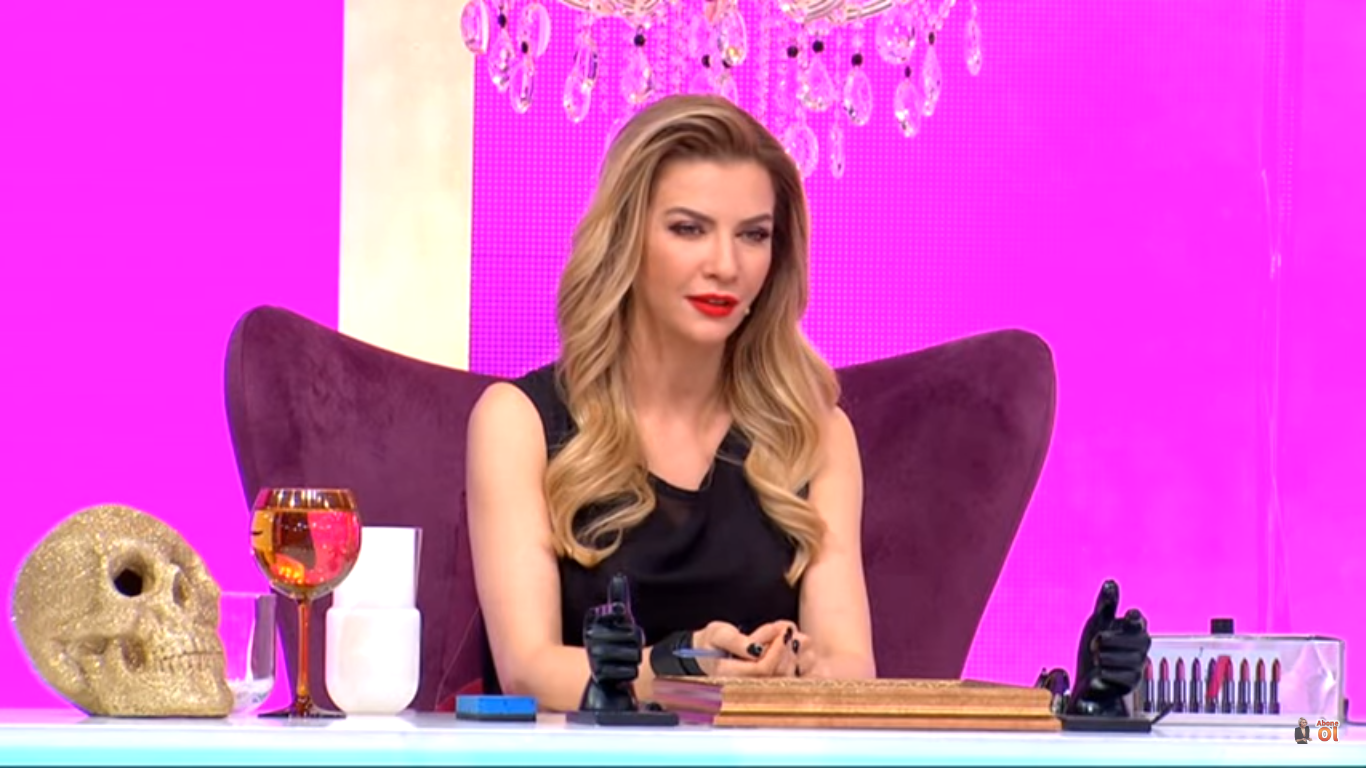
Ivana Sert, 2016

Ivana Sert (serbisch-kyrillisch Ивана Серт; * 25. Oktober 1979 in Zaječar als Ivana Smiljković, serbisch-kyrillisch Ивана Смиљковић) ist eine serbisch-türkische Fernsehmoderatorin und Model. Bekannt wurde Sert durch die Show Bugün Ne Giysem?.

## Leben und Karriere
Sert wurde am 25. Oktober in Zaječar geboren. Bevor sie modelte, lernte sie bis zu ihrem 16. Lebensjahr Klavier und Ballett. Nachdem sie 1999 zur Miss Belgrad gekrönt wurde, nahm sie an den Wahlen Miss Jugoslawien und Miss Globe International teil. 2002 wanderte sie in die Türkei ein. In Istanbul lernte sie Yurdal Sert kennen und 2004 heirateten sie. Am 31. Oktober 2006 bekam sie ihr erstes Kind in Los Angeles.
2011 nahm Sert an der Sendung Yok Böyle Dans teil. Danach war sie 2012 zu Gast in der Sendung Yalan Dünya. Anschließend moderierte sie die Fernsehsendung En Büyük Show. Im selben Jahr schrieb Sert ein Buch namens Bizimlesin. 2013 ließ sich das Paar scheiden. 2014 bis 2017 war sie Mitglied der Jury in İşte Benim Stilim. 2021 heiratete sie Sezer Dermenci.

## Moderation

### Ehemalig
- 2011–2013: Bugün Ne Giysem?
- 2011: Yok Böyle Dans
- 2012: En Büyük Show
- 2014–2017: İşte Benim Stilim
- 2021: Doya Doya Moda

## Sendung
- 2012: Yalan Dünya

## Filmografie

### Filme
- 2014: Yapışık Kardeşler
- 2018: Antep Fıstığı

## Diskografie
- 2019: İmalat Hatası

## Werke

### Bücher
- 2012: Bizimlesin